# Chaguarpamba (canton)
Chaguarpamba est un canton d'Équateur situé dans la province de Loja.